# Champův ostrov

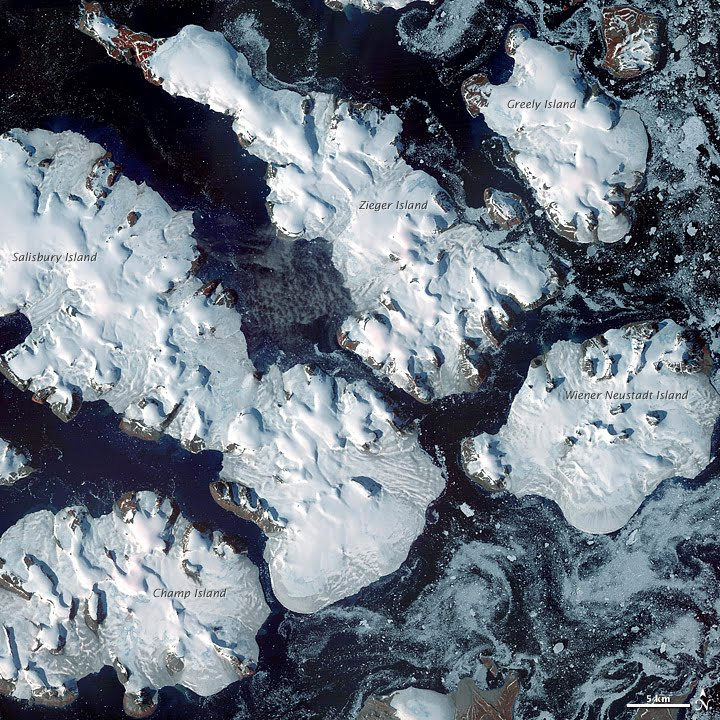
Letecký snímek ostrovní skupiny Zichyho země s Champovým ostrovem

Champův ostrov (rusky Остров Чамп) je arktický ostrov v centrální části souostroví Země Františka Josefa v Severním ledovém oceánu.
Rozloha ostrova činí 374 km² a nejvyšší bod dosahuje výšky 507 m n. m. Většinu jeho povrchu pokrývá ledovec a významnější nezaledněné oblasti se nachází zejména na jihozápadním pobřeží. Ostrov má větrný, nehostinný a pustý kraj, prakticky bez vegetace. Je nejjižnějším ostrovem Zichyho země. Na severu je od Salisburyho ostrova oddělen jen úzkým průlivem. Jižnější části souostroví jsou od Champova ostrova odděleny Markhamovým průlivem.
Své jméno ostrov dostal po Williamu S. Champovi, který zastoupil zesnulého Williama Zieglera a vedl výpravu, která zachránila členy Zieglerovy polární expedice.
V srpnu roku 2006 byla na Terstském mysu Champova ostrova objevena část sto let staré lyže. Na ostrově se nachází podivné kulovité kameny různých velikostí, některé jsou menší jak pingpongové míčky a jiné mají až tři metry v průměru.